# Yến Thuận
Yến Thuận (chữ Hán: 燕順; bính âm: Yàn Shùn) là một nhân vật hư cấu trong tiểu thuyết Thủy hử. Ông nguyên là thủ lĩnh núi Thanh Phong và sau này tới Lương Sơn Bạc được Tiều Cái trọng dụng. Ở Lương Sơn Bạc, Yến Thuận là đầu lĩnh thứ 50, được sao Địa Cường Tinh (chữ Hán: 地強星; tiếng Anh: Strong Star) chiếu mệnh.

## Ngoại hình và xuất thân
Yến Thuận tóc đỏ, râu vàng, mắt tròn, mặt góc cạnh, tay dài và lưng rộng nên ông có biệt hiệu Cẩm Mao Hổ (錦毛虎, Hổ lông gấm).
Yến Thuận quê ở Lai Châu (nay là Sơn Đông), giỏi võ nghệ, sử dụng vũ khí là đao. Ông nguyên là lái buôn ngựa, do buôn bán thua lỗ mới lưu lạc chốn sơn lâm làm nghề cướp bóc. Ông làm thủ lĩnh băng cướp trên núi Thanh Phong cùng Vương Anh và Trịnh Thiên Thọ.

## Gặp Tống Giang
Trên đường đến trại Thanh Phong gặp Hoa Vinh, Tống Giang đi qua núi Thanh Phong. Lâu la của Yến Thuận bắt được Tống Giang và định giết, lấy tim gan làm thang. Biết mình phải chết, Tống Giang than rằng "Tiếc cho Tống Giang chết ở đất này !". Yến Thuận và Trịnh Thiên Thọ nghe được, nhận ra đó chính là Tống Công Minh nên thả ông ngay lập tức, xin lỗi và đãi Tống Giang như khách quý. Trong khi đó, Vương Anh vừa bắt được một phụ nữ và muốn cưỡng bức làm vợ. Khi biết được đó là vợ của Lưu Cao, tri trại Thanh Phong, đồng liêu với Hoa Vinh, Tống Giang khuyên nhủ Vương Anh thả bà ra.
Tống Giang rời núi, đến trại Thanh Phong. Vào dịp tết nguyên tiêu, ông đi xem hội thì tình cờ bị vợ chồng Lưu Cao bắt gặp. Vợ Lưu Cao lấy oán trả ơn, vu cho Tống Giang là đại vương trên núi, từng định cưỡng bức bà. Lưu Cao tin vợ nên bắt giam Tống Giang. Hoa Vinh can thiệp, giải cứu Tống Giang nhưng sau bị Hoàng Tín lừa nên cũng bị bắt. Cả hai bị Hoàng Tín và Lưu Cao giải lên quan phủ Thanh Châu.

## Giết vợ Lưu Cao
Sau khi từ biệt Tống Giang, ba thủ lĩnh núi Thanh Phong trong lòng áy náy không yên. Yến Thuận sai lâu la tinh thạo, đi dò xét tin tức, biết Lưu Cao và Hoàng Tín đã bắt cả Hoa Vinh cùng Tống Giang, và xe tù của họ có đi qua chân núi Thanh Phong. Yến Thuận cho Vương Anh và Trịnh Thiên Thọ mai phục hai bên đường núi, còn ông chỉ huy quân lính chặn đường đánh Lưu Cao và Hoàng Tín, phá xe tù cứu Tống Giang và Hoa Vinh về. Nhưng Hoa Vinh không về thẳng Thanh Phong mà đi tìm giết Lưu Cao.
Biết Lưu Cao chết dưới tay quân Thanh Phong, tri phủ Thanh Châu Mộ Dung Ngạn Đạt sai Tần Minh đem quân chinh phạt Thanh Phong. Tần Minh trúng kế của Hoa Vinh, bị Vương Anh bắt sống đem về. Tống Giang đối đãi với Tần Minh tử tế, thuyết phục ông ở lại trại Thanh Phong. Nhưng trong lúc Tần Minh ở lại, Lưu Đường và Vương Anh đã dùng vũ khí, áo giáp, binh lính của Tần Minh đến Thanh Châu tàn sát dân lành, cắt đường trở về của ông. Kết quả là cả nhà Tần Minh bị Mộ Dung Ngạn Đạt ra lệnh giết, ông đành phải quay lại Thanh Phong. Yến Thuận đã hết sức thuyết phục Tần Minh tha thứ cho Lưu Đường và Vương Anh, hứa sẽ giúp ông giết chết Mộ Dung Ngạn Đạt để trả thù cho gia đình.
Tần Minh bí mật về Thanh Châu thuyết phục Hoàng Tín quy thuận Thanh Phong và bắt sống vợ Lưu Cao. Khi về Thanh Phong, vợ Lưu Cao van xin Tống Giang tha tội vì đã bức hại ông. Yến Thuận gằn giọng nguyền rủa "Loại ác phụ này anh nói nhiều với ả làm gì !", rồi rút đao sát hại bà. Vương Anh thấy mĩ nhân bị giết thì vô cùng tức giận, rút kiếm doạ giết Yến Thuận. Bị Tống Giang mắng nhiếc, Vương Anh mới thôi.

## Gia nhập Lương Sơn Bạc
Sau khi thu phục được Hoàng Tín, Tống Giang và Lưu Đường báo cho các hảo hán Thanh Phong biết Tiều Cái rất trọng dụng họ và muốn họ lên Lương Sơn tụ nghĩa. Yến Thuận đồng ý, cùng Vương Anh và Trịnh Thiên Thọ thu xếp sửa soạn lên Lương Sơn gặp Tiều Cái.
Khi phân định ngôi thứ ở Lương Sơn Bạc, Yến Thuận trở thành một đầu lĩnh mã quân. Thủy hử hầu như không kể nhiều về ông, sau này ông cũng rất ít khi xuất hiện, có thể nói ông khá an phận thủ thường. Lần nổi bật nhất ông xuất hiện là khi quân Lương Sơn thu phục được Hô Diên Chước, theo lệnh của Ngô Dụng, Yến Thuận cùng với Tần Minh, Hoa Vinh cải trang làm lính, trà trộn vào quân đội của Hô Diên Chước. Trở về Thanh Châu, nhờ có Dương Chí mai phục trong thành, Mộ Dung Ngạn Đạt bị bắt sống và bị Tần Minh giết.

## Sau khi chiêu an và tử trận
Sau khi nhận chiêu an, ông cùng các đầu lĩnh tham gia các chiến dịch đánh dẹp quân đội nước Liêu, Điền Hổ, Vương Khánh và Phương Lạp.
Trong chiến dịch đánh Phương Lạp, ở đèo Ô Long, Yến Thuận bị tướng đối phương là Thạch Bảo vung chuỳ đánh chết, tử trận cùng với Mã Lân.

## Trong Đãng Khấu Chí
Tại hồi 55, Từ Hổ Lâm tương kế tựu kế, giả cách rút lui khỏi đầu quan, Yến Thuận đem quân đánh vào trong thành, nào ngờ đâu Lý Tông Thang từ trên Đầu quan đánh tới, binh mã của Yến Thuận bị giết sạch, Yến Thuận bị bắt sống.

## Trong điện ảnh
Trong phim Thủy hử năm 1998, nhân vật Yến Thuận do diễn viên Dương Lâm (杨林, Yang Lin) thủ vai.
Trong phim Thủy hử năm 2011 (Tân thủy hử), nhân vật Yến Thuận do diễn viên Ngô Mãi Nhĩ Giang (吾买尔江, Wumai Erjiang) thủ vai.